# Delinquent Girl Boss: Worthless to Confess
Delinquent Girl Boss: Worthless to Confess (ずべ公番長 ざんげの値打もない?, Zubekō banchō: zange no neuchi mo nai) è un film del 1971, diretto da Kazuhiko Yamaguchi. È il quarto e ultimo lungometraggio della serie Delinquent Girl Boss.

## Trama
Rika si trova in un carcere e guarda insieme ad altre ragazze un film. Quando questo viene interrotto, le ragazze si ribellano e lanciano le loro mutandine ai secondini.
Un anno dopo Rika esce dal carcere e si reca a Tokyo, nel quartiere speciale Shinjuku, dall'amica Midori, che abita con il padre Murakami. Questi la accoglie e la fa lavorare nella sua officina. Midori però ha dei problemi con il fidanzato, uno yakuza in debito con il boss Ohya, che vuole costruire un locale al posto dell'officina di Murakami.
Rika incontra altre ragazze che erano in carcere con lei, e scopre che Mari è divenuta un'accompagnatrice e abita con un uomo affetto da tubercolosi, e anche Nagako lavora nello stesso locale.
La yakuza consegna dei soldi al fidanzato di Midori per uccidere Murakami. L'uomo aggredisce Murakami, ma i due vengono investiti da due macchine guidate da alcuni yakuza. Quando Rika scopre la tragica notizia si riunisce con le sue amiche davanti al corpo di Murakami e giura vendetta. Le quattro ragazze si recano quindi al quartier generale degli yakuza e armate di katana ingaggiano una violenta lotta, alla quale si aggiunge anche Nakatani, un amico di Rika.
Le ragazze riescono a uccidere tutti, mentre sta per arrivare la polizia, quindi nascondono Midori, che osserva i poliziotti che le arrestano.

## Collegamenti ad altre pellicole
- Il film che Rika e le altre ragazze guardano in carcere è Abashiri Prison, diretto da Teruo Ishii nel 1965.